# Acura CL
Der Acura CL war ein von der japanischen Automobilmarke Acura hauptsächlich in den USA angebotenes Coupé der oberen Mittelklasse. Zwischen 1996 und 2003 wurde das Fahrzeug von Hondas Premiummarke in zwei Generationen gebaut. Je nach Motorisierung wurden die Modelle auch 2.2CL, 2.3CL, 3.0CL (erste Generation) oder 3.2CL (zweite Generation) genannt.
Alle CL wurden im Honda-Werk in East Liberty, Ohio, gebaut, wo auch der Honda Civic hergestellt wird. Der CL war der erste Acura, der in den Vereinigten Staaten gebaut wurde. Mit Erscheinen der zweiten Generation wurde der CL quasi zu einem Coupé des Acura TL, wohingegen die erste Generation nicht auf dem TL basierte.

## Erste Generation (YA1, 1996–1999)
Der erste Acura CL kam 1996 auf den Markt. Alle Modelle wurden entweder von einem 3,0-Liter-J30-V6-Ottomotor mit 203 PS (149 kW) oder einem 2,2-Liter-Reihenvierzylinder-Ottomotor (F22B1) mit 147 PS (108 kW) angetrieben. Nach einem Facelift 1998 wurde der 2,2-Liter-Motor durch einen 2,3-Liter-Motor (F23A1) ersetzt, der nun 152 PS (112 kW) leistete.
Sowohl für den Vierzylinder als auch für die Versionen mit Sechszylinder wurde von Acura eine „Premium“-Ausstattung angeboten, die unter anderem Leder (mit beheizbaren Vordersitzen beim 3.0) sowie beim 3.0 ein Acura/Bose-Soundsystem umfasste. Zum Modelljahr 1999 wurde die „Premium“-Ausstattung gestrichen. Leder war nun bei allen Modellen Standard, ebenso wie ein Gepäckraumnetz.
Das Design der Leichtmetallräder war beim 3.0 in jedem Jahr anders, von einem Fünf-Speichen-Design (Modelljahr 1997) über ein Sieben-Speichen-Design (Modelljahr 1998) bis hin zu einem anderen Mehr-Speichen-Design für das Modelljahr 1999. Der 2.2/2.3 CL hatte 1997 ein Sechs-Speichen-Design und wechselte dann für 1998 und 1999 zu einem Fünf-Doppelspeichen-Design. Für die Vierzylinder-Versionen war optional ein 5-Gang-Schaltgetriebe erhältlich.

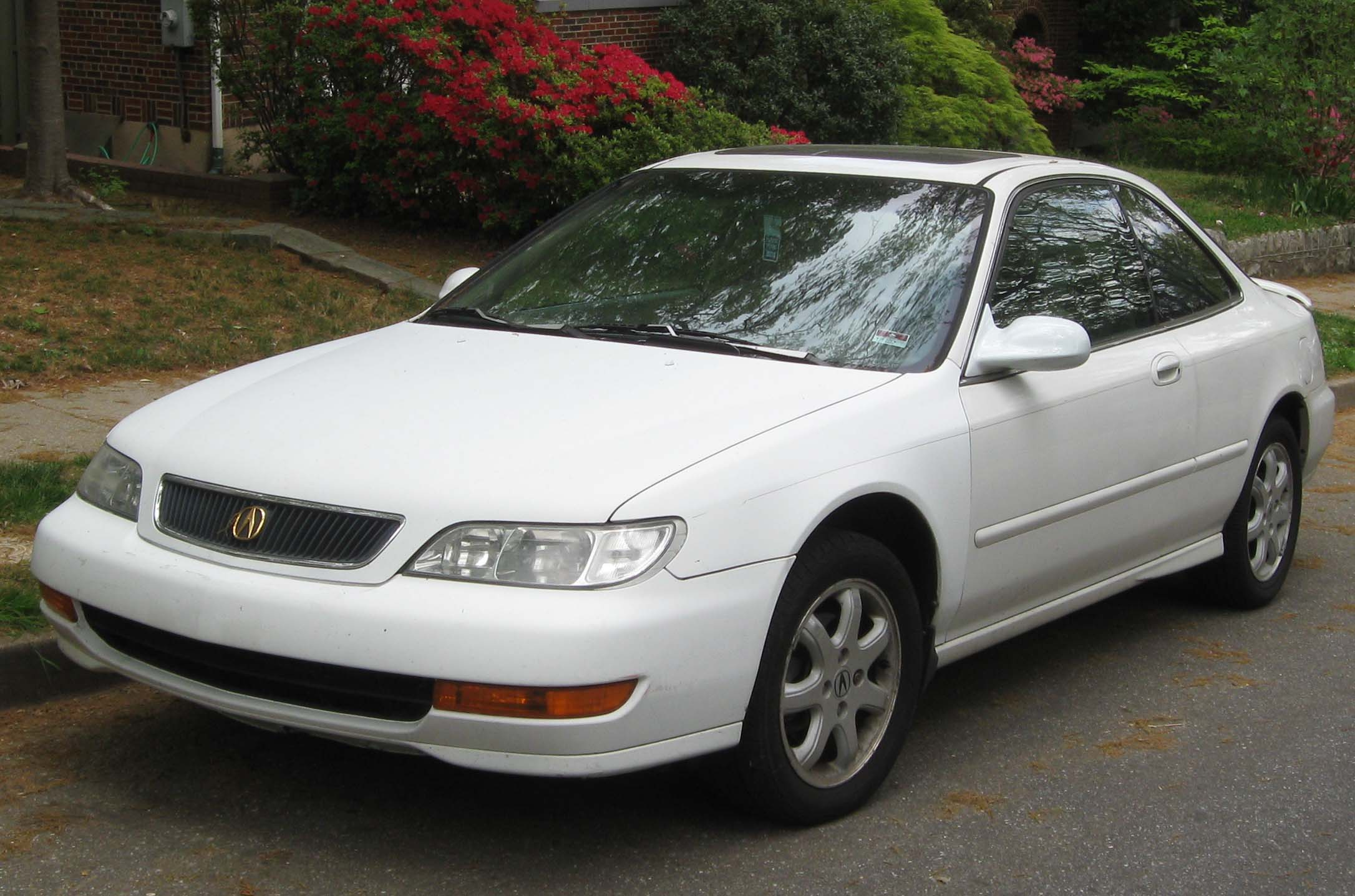
Acura CL (1998–1999)
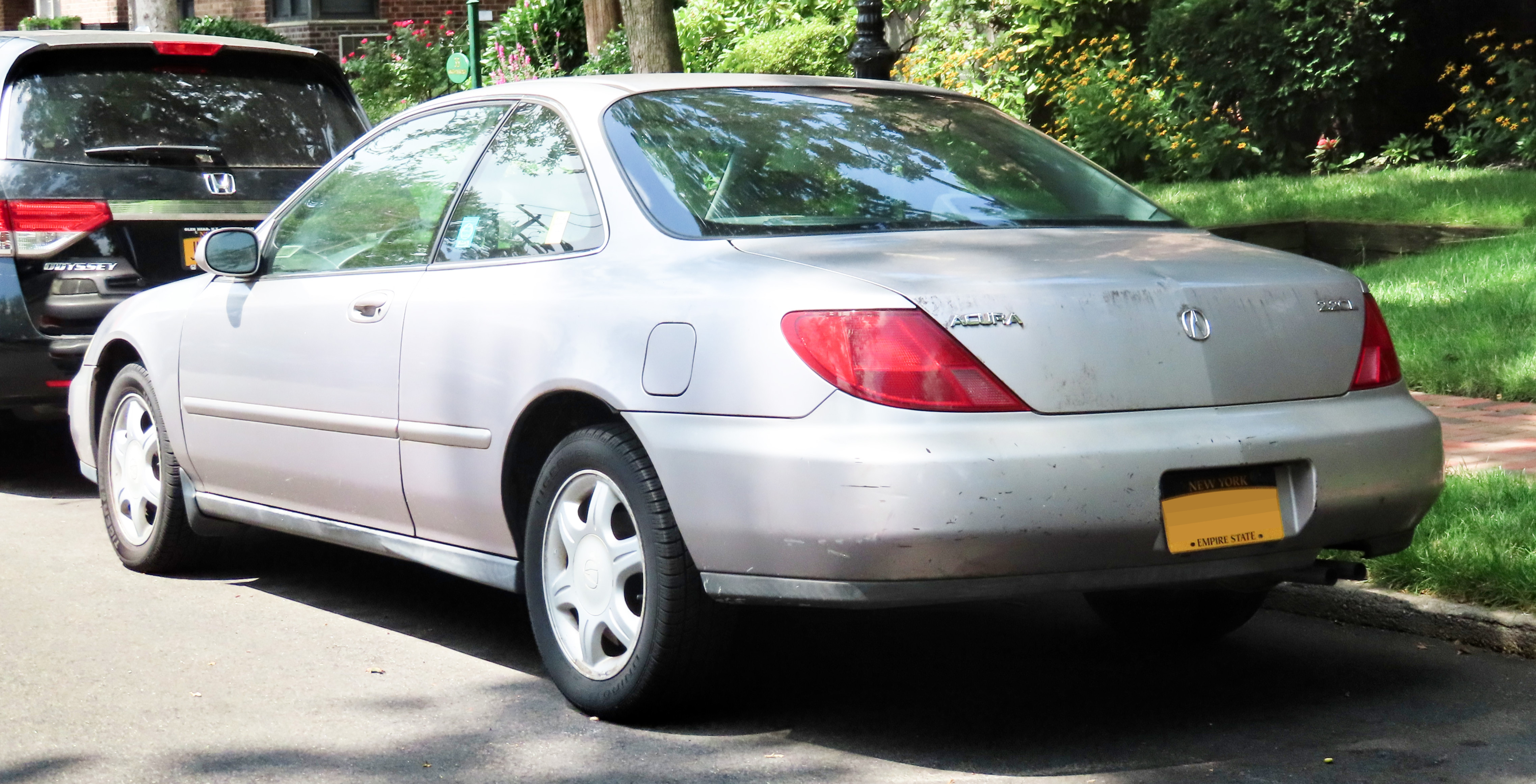
Heckansicht

## Zweite Generation (YA4, 2000–2003)
Zum Modelljahr 1999 wurde der Acura TL neu gestaltet. Auf dessen Basis wurde im März 2000 ein neuer Acura CL als 2001er Modell vorgestellt, das Modelljahr 2000 wurde ausgelassen. Alle Modelle wurden von einem 3,2-Liter-SOHC-V6 der J-Serie mit VTEC angetrieben. In der regulären Version des CL leistete dieser 228 PS (168 kW). Erstmals gab es auch ein Type-S Sportmodell des CL, wo der Motor 264 PS (194 kW) leistete. Des Weiteren hatte der Type-S 17-Zoll-Räder, eine straffere Aufhängung, größere Bremsen sowie straffere Sitze. Zu dieser Zeit war der CL Type-S das leistungsstärkste Fahrzeug mit Frontantrieb, das Honda je hergestellt hatte.
Ab 2002 wurde der CL Type-S mit einem 6-Gang-Schaltgetriebe mit Sperrdifferenzial angeboten. Beim CL mit Schaltgetriebe entfielen einige kleinere Ausstattungsmerkmale des Automatikgetriebes, wie z. B. die Beleuchtung in der Mittelkonsole. Außerdem verfügte die Sitzheizung nur über eine Heizstufe (im Gegensatz zu zwei Stufen bei der Automatik). ESP und TCS gab es bei Fahrzeugen mit Schaltgetriebe ebenfalls nicht, dafür wurde ein 3-Kanal-ABS verwendet. Einer der Hauptkritikpunkte am CL war, dass bei der Überarbeitung des Fahrzeugs für das Modelljahr 2001 auf ein Schaltgetriebe verzichtet worden war. Im Type-S war auch ein Navigationssystem erhältlich.
2003 erfuhr der CL ein kleines Facelift, bei dem unter anderem die Einfassung des Kühlergrills sowie die Türgriffe nun in Wagenfarbe gehalten waren, im Gegensatz zu Chrom bei den Modellen 2001 und 2002. Außerdem erhielt der CL neue Frontscheinwerfer, die ein geschwärztes Innenleben aufwiesen. Die Rückleuchten hatten nun klare Blinker und Rückfahrscheinwerfer.
2004 wurde eine neue Generation des Schwestermodells Acura TL eingeführt, infolgedessen wurde der CL aus dem Acura-Portfolio gestrichen. Einen Nachfolger gibt es bislang nicht.

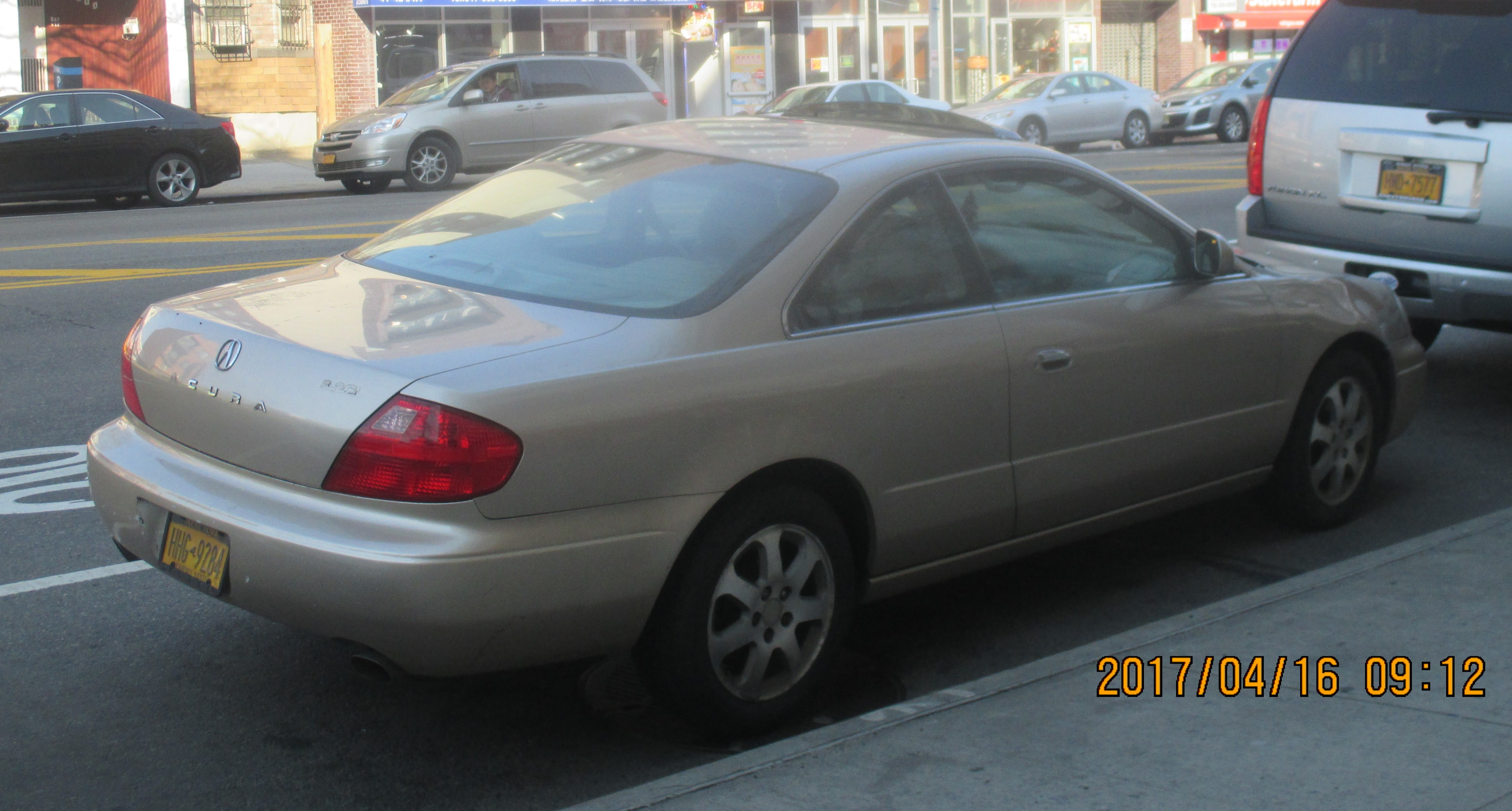
Heckansicht (2000–2002)
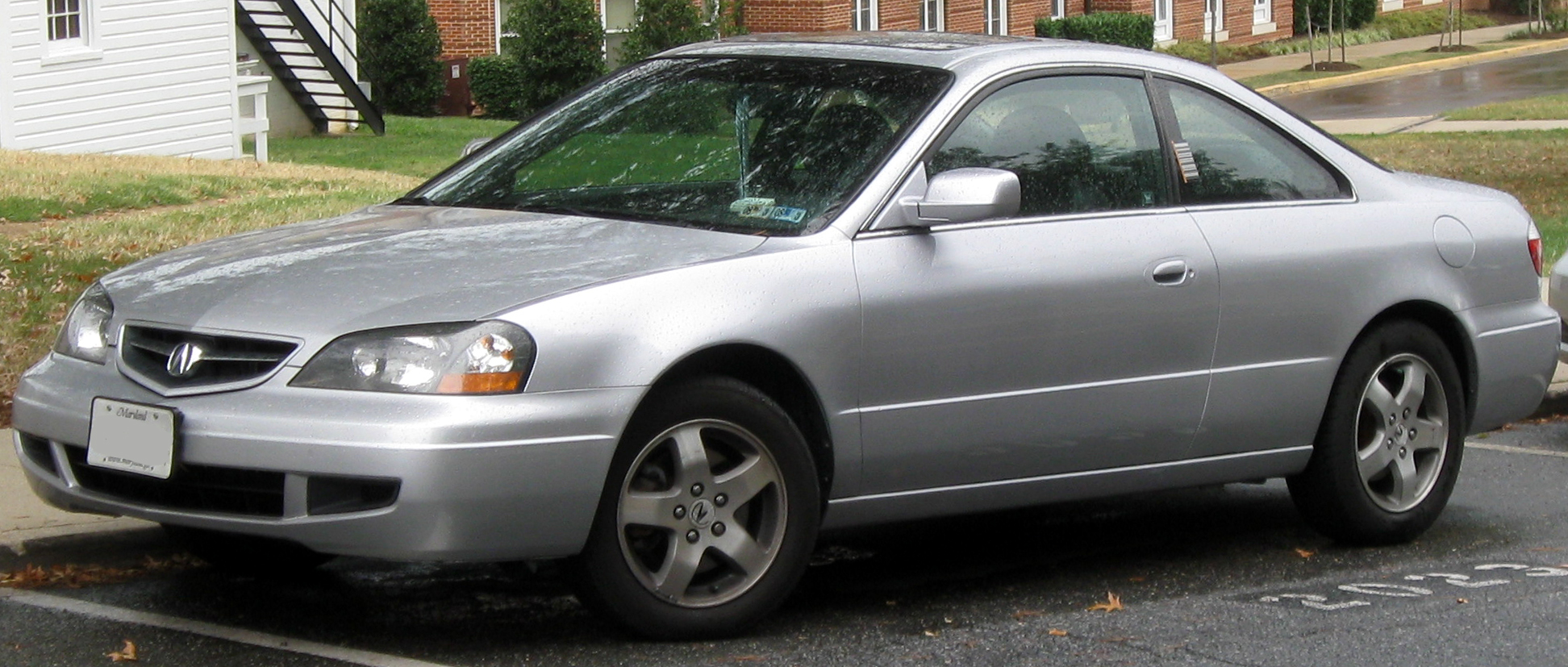
Acura CL (2003)
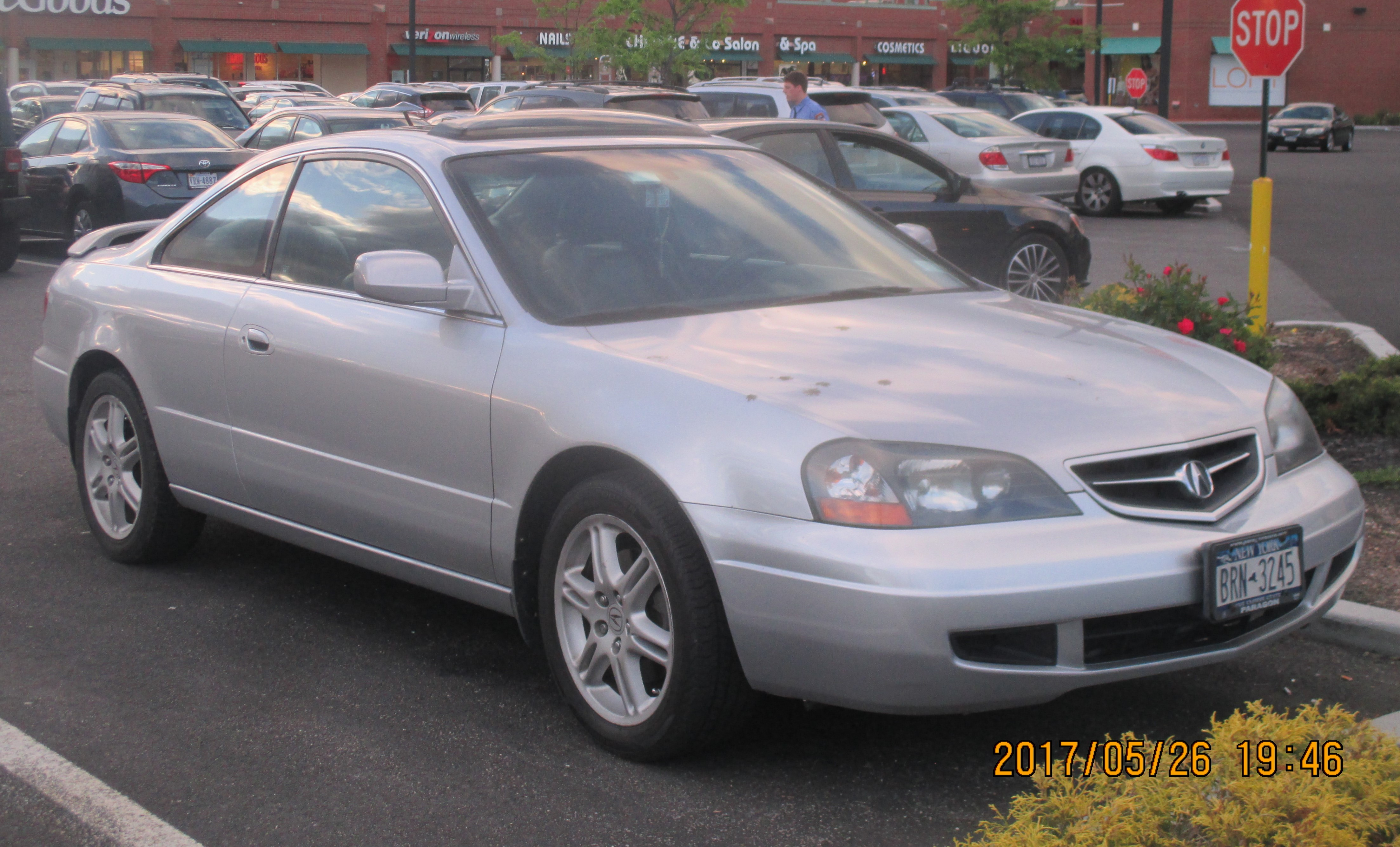
Type-S